# 존 보이드 (배우)
존 보이드(John Boyd, 1981년 10월 22일 ~ )는 미국의 배우이다.

## 출연 작품

### 영화
- 악명높은 베티 페이지 (2005)
- 레이디 인 더 워터 (2006)
- 그레이티스트 (2010)
- 아르고 (2012)
- 아이 엠 마더 (2018)

### 텔레비전
- 로앤오더-범죄 전담반 (2005, 2006)
- 프린지 (2008)
- 24 (2010)
- 슈츠: 두 변호사 (2011)
- 터치 (2013)
- 캐리 다이어리 (2014)
- 본즈 (2014-17)
- FBI (2019-현재)
- FBI: 모스트 원티드 (2020, 2023)
- FBI: 인터내셔널 (2023)